# D-världsmästerskapet i ishockey för herrar 1998
D-VM i ishockey 1998 spelades som en av fyra divisioner vid VM i ishockey 1998, som var det 62:a världsmästerskapet i ishockey, arrangerat av IIHF. Mästerskapet avgjordes i fyra divisioner som A-, B-, C- och D-VM. De fyra turneringarna avgjordes som följer:
A-VM i Zürich, Basel, Schweiz under perioden 1 – 17 maj 1998.
B-VM i Ljubljana och Jesenice, Slovenien under perioden 15 – 26 april 1998.
C-VM i Budapest, Székesfehérvár och Dunaújváros, Ungern under perioden 22 – 28 mars 1998.
D-VM i Krugersdorp och Pretoria, Sydafrika under perioden 27 mars – 2 april 1998.

## Spelordning
D-VM 1998 avgjordes mellan åtta lag. Lagen delades upp i två grupper i en inledningsomgång. Från de två grupperna gick ettan och tvåan från respektive grupp vidare till finalomgång och spel om platserna ett till fyra. Från inledningsomgångens grupper gick trean och fyran vidare till placeringsomgång och spel om placeringarna fem till åtta.

## Spelresultat

### Inledningsomgång
Inledningsomgången avgjordes i två grupper, A- och B-gruppen. Ettan och tvåan från respektive grupp går vidare till spel i finalomgången och trean och fyran får spela i placeringsomgången.

#### Grupp A
Matcherna spelades i Krugersdorp, Sydafrika.
| Datum        | Match                | Res. | Periodres.    |
| ------------ | -------------------- | ---- | ------------- |
| 27 mars 1998 | Israel - Grekland    | 16–2 | 4–1, 8–0, 4–1 |
| 27 mars 1998 | Sydafrika - Belgien  | 3–5  | 1–0, 1–4, 1–1 |
| 29 mars 1998 | Belgien - Grekland   | 14–2 | 5–0, 6–0, 3–2 |
| 29 mars 1998 | Sydafrika - Israel   | 1–8  | 1–4, 0–4, 0–0 |
| 30 mars 1998 | Israel - Belgien     | 5–3  | 2–0, 2–1, 1–2 |
| 30 mars 1998 | Sydafrika - Grekland | 11–2 | 2–1, 5–0, 4–1 |

| Grupp A   | Matcher | Vunna | Oavgj. | Förl. | Mål   | Poäng |
| --------- | ------- | ----- | ------ | ----- | ----- | ----- |
| Israel    | 3       | 3     | 0      | 0     | 29–6  | 6     |
| Belgien   | 3       | 2     | 0      | 1     | 22–10 | 4     |
| Sydafrika | 3       | 1     | 0      | 2     | 15–15 | 2     |
| Grekland  | 3       | 0     | 0      | 3     | 6–41  | 0     |

#### Grupp B
Matcherna spelades i Pretoria, Sydafrika.
| Datum        | Match                    | Res. | Periodres.    |
| ------------ | ------------------------ | ---- | ------------- |
| 27 mars 1998 | Australien - Turkiet     | 14–1 | 6–0, 6–0, 2–1 |
| 27 mars 1998 | Bulgarien - Nya Zeeland  | 18–1 | 7–0, 4–0, 7–1 |
| 29 mars 1998 | Bulgarien - Turkiet      | 20–0 | 5–0, 6–0, 9–0 |
| 29 mars 1998 | Australien - Nya Zeeland | 10–1 | 5–0, 2–1, 3–0 |
| 30 mars 1998 | Bulgarien - Australien   | 4–4  | 3–2, 0–2, 1–0 |
| 30 mars 1998 | Turkiet - Nya Zeeland    | 4–3  | 0–1, 1–1, 3–1 |

| Grupp B | Matcher | Vunna | Oavgj. | Förl. | Mål  | Poäng |
| --- | ------- | ----- | ------ | ----- | ---- | ----- |
| Bulgarien                                                                                                  | 3       | 2     | 1      | 0     | 42–5 | 5     |
| Australien                                                                                                 | 3       | 2     | 1      | 0     | 28–6 | 5     |
| Turkiet | 3       | 1     | 0      | 2     | 5–37 | 2     |
| Nya Zeeland                                                                                                | 3       | 0     | 0      | 3     | 5–32 | 0     |
| Om två lag slutar på samma poängantal rankas lagen efter (1) resultat i inbördes möte och (2) målskillnad. |         |       |        |       |      |       |

### Placeringsomgång platser 5-8
Från inledningsomgångens gruppspel tar lagen med sig tidigare resultat. Matcherna spelades i Pretoria, Sydafrika.
| Datum        | Match                   | Res. | Periodres.    |
| ------------ | ----------------------- | ---- | ------------- |
| 1 april 1998 | Sydafrika - Nya Zeeland | 5–2  | 2–1, 1–1, 2–0 |
| 1 april 1998 | Turkiet - Grekland      | 4–7  | 0–2, 3–3, 1–2 |
| 2 april 1998 | Nya Zeeland - Grekland  | 8–2  | 2–0, 4–1, 2–1 |
| 2 april 1998 | Sydafrika - Turkiet     | 12–3 | 3–0, 2–2, 7–1 |

| Placeringsomgång | Matcher | Vunna | Oavgj. | Förl. | Mål   | Poäng |
| ---------------- | ------- | ----- | ------ | ----- | ----- | ----- |
| Sydafrika        | 3       | 3     | 0      | 0     | 28–7  | 6     |
| Nya Zeeland      | 3       | 1     | 0      | 2     | 13–11 | 2     |
| Turkiet          | 3       | 1     | 0      | 2     | 11–22 | 2     |
| Grekland         | 3       | 1     | 0      | 2     | 11–23 | 2     |

### Finalomgång platser 1-4
Från inledningsomgångens gruppspel tar lagen med sig tidigare resultat. Matcherna spelades i Krugersdorp, Sydafrika.
| Datum        | Match                | Res. | Periodres.    |
| ------------ | -------------------- | ---- | ------------- |
| 1 april 1998 | Israel - Australien  | 3–6  | 2–2, 1–2, 0–2 |
| 1 april 1998 | Bulgarien - Belgien  | 4–0  | 1–0, 3–0, 0–0 |
| 2 april 1998 | Belgien - Australien | 6–1  | 3–1, 2–0, 1–0 |
| 2 april 1998 | Bulgarien - Israel   | 4–2  | 3–1, 0–0, 1–1 |

| Finalomgång                                                                                                | Matcher | Vunna | Oavgj. | Förl. | Mål   | Poäng |
| --- | ------- | ----- | ------ | ----- | ----- | ----- |
| Bulgarien                                                                                                  | 3       | 2     | 1      | 0     | 12–6  | 5     |
| Australien                                                                                                 | 3       | 1     | 1      | 1     | 11–13 | 3     |
| Israel | 3       | 1     | 0      | 2     | 10–13 | 2     |
| Belgien | 3       | 1     | 0      | 2     | 9–10  | 2     |
| Om två lag slutar på samma poängantal rankas lagen efter (1) resultat i inbördes möte och (2) målskillnad. |         |       |        |       |       |       |

## Slutresultat D-VM
| D-VM 1997 | D-VM 1997   |
| --------- | ----------- |
| 1         | Bulgarien   |
| 2         | Australien  |
| 3         | Israel      |
| 4         | Belgien     |
| 5         | Sydafrika   |
| 6         | Nya Zeeland |
| 7         | Turkiet     |
| 8         | Grekland    |
Bulgarien flyttades upp till C-gruppen inför VM 1999. Från C-gruppen flyttades Spanien ned till D-VM inför VM i ishockey 1999.